# ButterFly
ButterFly (с англ. — «Бабочка») — студийный альбом Барбры Стрейзанд, выпущенный в октябре 1974 года. После своего появления на прилавках магазинов альбом достиг 13-й позиции в чарте Billboard, продержавшись в нём в течение двадцати четырёх недель подряд. Кроме совершенно новых песен, в альбоме представлены кавер-версии песен Дэвида Боуи («Life on Mars?»), Боба Марли («Guava Jelly»), а также Билла Уизерса («Grandma’s Hands»). 6 января 1975 года альбом ButterFly был сертифицирован RIAA как золотой.

## Об альбоме
Будучи уже известной певицей и актрисой, Барбара Стрейзанд продолжала искать себя и свой стиль, шла на встречу новым течениям, экспериментировала со своей музыкой, работая с разными продюсерами, у каждого из которых было своё мнение насчёт того, в чём можно улучшиться. Джон Питерс давно хотел спродюсировать альбом Барбры Стрейзанд. Питерс создал парик, который носит героиня Стрейзанд в фильме «Всё ради Пита». В 1974 году они записали вместе альбом ButterFly, название которого было навеяно их взаимной любовью к этому крылатому насекомому. Альбом был записан в марте и июле 1974 года и был выпущен в октябре того же года.
«Причиной, по которой альбом мы назвали ButterFly, состоит в том, что когда мы встретились в первый раз, Джон сказал, что я напоминаю ему бабочку. Он подарил мне красивую 100-летнюю индийскую бабочку. Мы оба любим бабочек. Джон также создал обложку альбома».
Выбранные во время оригинальных сессий песни не были в итоге материализованы на пластинке. В их число вошли «You Light Up My Life» Кэрол Кинг, R&B-песня под названием «Funky Type Thang», «On Broadway», написанная Джерри Либером и Майком Столлером (песня позже была записана Джорджем Бенсоном и стала для него крупным хитом) и «Everything Must Change» Бернарда Игнера (Барбра записала эту песню снова в 1997 году для её альбома Higher Ground. «You Light Up My Life», «Funky Type Thang» и «Everything Must Change» были записаны 18 февраля 1974 года на студии Burbank Studios.
25 марта 1974 года Стрейзанд вернулась в студию для повторной попытки записать альбом. «God Bless the Child» и «A Quiet Thing»/«There Won’t Be Trumpets», которые были записаны во время тех мартовских сессий, не попали в альбом, но в итоге были выпущены в альбоме 1991 года Just for the Record….
Известный звукорежиссёр Эл Шмитт рассказывал в интервью Джойс Хабер, что с записью ButterFly было много проблем: «Они записали семь или восемь песен для новой пластинки. Песни были показаны Columbia Records, но они остались недовольны тем, что услышали. У меня всегда мурашки от Барбры: её голос звучит просто невероятно. Этот же альбом звучит плоско, одномерно. Альбом должен измениться. Ему необходимы кульминационные моменты». Шмитт в итоге был уволен, а Стрейзанд позвонила Джойс Хабер, чтобы ответить на его заявления. «Со Шмиттом мы записали только три песни. И они мне не понравились».
Продюсер Том Скотт был приглашен в команду Барбры в последнюю минуту, для аранжировки семи песен. Он выполнил свою работу за четыре дня. «За совсем небольшой срок она записала песен больше, чем когда-либо». Сама Стрейзанд сказала, что Скотт был просто «потрясающим. Обычно, тяжело попасть в ритм команды, но Тому это определенно удалось». «Джон [Питерс] был очень понимающим человеком и предоставил мне много свободы», рассказывал Скотт. «Мы закончили работу над альбомом очень быстро, так как я спланировал всё очень тщательно и сумел показать им всё то, что хотел выразить музыкально».
Остальная часть альбома была записана 18, 19 и 22 июля 1974 года в студии A&M Studios в Лос-Анджелесе. Часть песен весьма отличалась от того, что Барбра записывала раньше, в том числе «Guava Jelly» Боба Марли или «Life on Mars?» Дэвида Боуи. В интервью журналу Playboy, Боуи сказал, что версия Барбры была просто «чертовски ужасна. Извини, Барб, но это чудовищно».
Музыкальный продюсер Кэти Кэспер, по слухам, также внесла свой вклад в работу над альбомом, написав несколько новых песен и повторно аранжировав некоторые песни, которые считались непригодными для альбома.
В 1992 году, в интервью Ларри Кингу, Барбра заявила, что Butterfly — наименее любимый её альбом.
Наряду с оригинальным LP, в 1974 был выпущен квадрафонический, ставший достоянием коллекций заядлых меломанов, с альтернативными версиями треков 2, 3, 5, 7, 8, 9.

## Обложка альбома
| Оценки критиков               | Оценки критиков |
| Источник                      | Оценка          |
| ----------------------------- | --------------- |
| AllMusic                      | [ 2 ]           |
| Billboard                     | без оценки      |
| Cashbox                       | без оценки      |
| Encyclopedia of Popular Music | [ 5 ]           |
| Record World                  | без оценки      |
| Rolling Stone                 | без оценки      |
| Stereo Review                 | без оценки      |

Хотя само название альбома ButterFly и переводится как «Бабочка» на самом деле это игра слов. Однако в этом слове заложены и 2 других, самостоятельных слова — «Butter» (рус. Масло) и «Fly» (рус. Муха). Поэтому, вместо бабочки на фото обложки к новому полноформатнику в октябре 1974 года, поклонники увидели муху, усевшуюся на куске масла, завёрнутого в обёртку с надписью «Sweet» (рус. Сладость).
Официальный комментарий певицы по поводу необычной обложки:
«Я и мой продюсер просто обожаем бабочек!»….

## Коммерческий успех
Альбом дебютировал в чарте Billboard 200 с 73 строчки 16 ноября 1974 года. В начале января 1975 года альбом достиг свой пик-позиции на 13 месте, оставаясь в чарте 24 недели. 6 января 1975 года пластинка была сертифицирована как золотая.
Из альбома вышло два сингла. Первым, в декабре 1974 года, стала песня «Guava Jelly» с би-сайдом «Love in the Afternoon», вторым, в апреле 1975 года, — «Jubilation». Ни один из синглов, однако, не имел успеха и не смог попасть в чарт Billboard Hot 100.

## Список композиций
| №  | Название                         | Автор(ы)                                  | Длительность |
| -- | -------------------------------- | ----------------------------------------- | ------------ |
| 1. | «Love in the Afternoon»          | Ричард Джерминаро, Эви Сэндс, Бен Вайсман | 4:06         |
| 2. | «Guava Jelly»                    | Боб Марли                                 | 3:19         |
| 3. | «Grandma’s Hands»                | Билла Уизерс                              | 3:27         |
| 4. | «I Won’t Last a Day Without You» | Пол Уильямс, Роджер Николс                | 4:16         |
| 5. | «Jubilation»                     | Пол Анка, Джонни Харрис                   | 3:52         |

| №  | Название                  | Автор(ы)                                                                                         | Длительность |
| -- | ------------------------- | ------------------------------------------------------------------------------------------------ | ------------ |
| 1. | «Simple Man»              | Грэм Нэш                                                                                         | 3:03         |
| 2. | «Life on Mars?»           | Дэвид Боуи                                                                                       | 3:13         |
| 3. | «Since I Don’t Have You»  | Ленни Мартин, Джозеф Рок, Джеки Тейлор, Джеймс Бомонт, Джанет Фогель, Уолли Лестер, Джо Вершарен | 2:52         |
| 4. | «Crying Time»             | Бак Оуэнс                                                                                        | 2:51         |
| 5. | «Let the Good Times Roll» | Ширли Гудман, Леонард Ли                                                                         | 4:57         |

## Участники записи
Данные приведены по буклету компакт-диска 1990 года
- Барбара Стрейзанд — вокал

| - Макс Беннет — бас-гитара - Том Скотт — флейта, саксофон - Бен Биней — гитары - Ларри Карлтон — гитары - Кларенс Макдональд — клавишные - Гэри Коулман — ударные - Джон Герин — ударные - Джон Питерс — продюсер - Том Скотт — аранжировщик (песни 1, 2, 3, 6, 7, 10), деревянные духовые, флейта, тенор-саксофон - Ли Холдридж — аранжировки (песни 4, 8, 9) - Джон Бейлер — аранжировки духовой секции и вокальных партий (песни 2, 3, 7, 10) | Технический персонал: - Джон Питерс — продюсер, художественное оформление альбома - Хэнк Чикало — звукорежиссёр (песни 1, 2, 3, 6, 7, 10) - Майкл Литц — звукорежиссёр (песни 4, 8, 9) - Карл Фурута — фото на обложке - Стив Шапиро — фото певицы - Билл Ширли — рисунок |

| Чарт (1974)                   | Высшая позиция |
| ----------------------------- | -------------- |
| Австралия (Kent Music Report) | 49             |
| Канада (RPM Top Albums/CDs)   | 11             |
| США (Billboard 200)           | 13             |

| Год  | Чарт                               | Позиция |
| ---- | ---------------------------------- | ------- |
| 1975 | Канада (RPM Year-End)              | 67      |
| 1975 | США (Billboard Top Popular Albums) | 91      |

| Регион | Сертификация | Продажи  |
| --- | ------------ | -------- |
| США (RIAA) | Золотой      | 500 000^ |
| * Данные о продажах приведены только на основе сертификации. ^ Данные о тиражах приведены только на основе сертификации. |              |          |